# Ястреб (Омская область)
Ястреб — деревня в Называевском районе Омской области России. Входит в состав Искровского сельского поселения.

## История
В 1928 г. хутор Красный Ястреб состоял из 5 хозяйств, основное население — русские. В составе Караульного сельсовета Москаленского района Омского округа Сибирского края..
В соответствии с Законом Омской области от 30 июля 2004 года № 548-ОЗ «О границах и статусе муниципальных образований Омской области» деревня вошла в состав образованного Искровского сельского поселения. 

## Население
| 1926 | 2002 | 2010 |
| ---- | ---- | ---- |
| 26   | ↗148 | ↘95  |

Гендерный состав
По данным Всероссийской переписи населения 2010 года в гендерной структуре населения из 95 человек мужчин — 42, женщин — 53 (44,2 и	55,8  % соответственно) .
Национальный состав
В 1928 г. на хуторе основное население русские.
Согласно результатам переписи 2002 года, в национальной структуре населения русские составляли  74 % из общей численности населения в 148 чел.

## Инфраструктура
Личное подсобное хозяйство.

## Транспорт
Просёлочные дороги.